# 17.ª etapa da Volta a Espanha de 2018
A 17.ª etapa da Volta a Espanha de 2018 teve lugar a 12 de setembro de 2018 entre Getxo e o Monte Oiz sobre um percurso de 157 km e foi ganhada pelo ciclista canadiano Michael Woods da equipa EF Education First-Drapac. O ciclista britânico Simon Yates da equipa Mitchelton-Scott conservou o maillot de líder.

## Classificação da etapa
| \| Classificação por etapas \| Classificação por etapas \| Classificação por etapas \| Classificação por etapas \| Classificação por etapas \| \| Ciclista \| Ciclista \| Equipe \| Tempo \| \| \| ------------------------ \| ------------------------ \| -------------------------- \| ------------------------ \| ------------------------ \| \| 1. \| Michael Woods \| EF Education First-Drapac \| 4h09m48s \| \| \| 2. \| Dylan Teuns \| BMC Racing Team \| + 5s \| \| \| 3. \| David de la Cruz \| Team Sky \| + 10s \| \| \| 4. \| Rafał Majka \| Bora-Hansgrohe \| + 13s \| \| \| 5. \| Ilnur Zakarin \| Katusha-Alpecin \| + 38s \| \| \| 6. \| Alessandro De Marchi \| BMC Racing Team \| + 44s \| \| \| 7. \| Amanuel Gebrezgabihier \| Dimension Data \| + 48s \| \| \| 8. \| Jesús Herrada \| Cofidis, Solutions Crédits \| + 51s \| \| \| 9. \| Jai Hindley \| Team Sunweb \| + 55s \| \| \| 10. \| Vincenzo Nibali \| Bahrain-Merida \| + 1m48s \| \| |                        |                            |          |
| |                        |                            |          |
| Fonte: ProCyclingStats |                        |                            |          |
| Classificação por etapas |                        |                            |          |
| Ciclista | Ciclista               | Equipe                     | Tempo    |
| 1. | Michael Woods          | EF Education First-Drapac  | 4h09m48s |
| 2. | Dylan Teuns            | BMC Racing Team            | + 5s     |
| 3. | David de la Cruz       | Team Sky                   | + 10s    |
| 4. | Rafał Majka            | Bora-Hansgrohe             | + 13s    |
| 5. | Ilnur Zakarin          | Katusha-Alpecin            | + 38s    |
| 6. | Alessandro De Marchi   | BMC Racing Team            | + 44s    |
| 7. | Amanuel Gebrezgabihier | Dimension Data             | + 48s    |
| 8. | Jesús Herrada          | Cofidis, Solutions Crédits | + 51s    |
| 9. | Jai Hindley            | Team Sunweb                | + 55s    |
| 10. | Vincenzo Nibali        | Bahrain-Merida             | + 1m48s  |

## Classificações ao final da etapa

### Classificação geral
| \| Classificação geral \| Classificação geral \| Classificação geral \| Classificação geral \| Classificação geral \| \| Ciclista \| Ciclista \| Equipe \| Tempo \| \| \| ------------------- \| ------------------- \| ------------------------- \| ------------------- \| ------------------- \| \| 1. \| Simon Yates \| Mitchelton-Scott \| 69h05m34s \| \| \| 2. \| Alejandro Valverde \| Movistar Team \| + 25s \| \| \| 3. \| Enric Mas \| Quick-Step Floors \| + 1m22s \| \| \| 4. \| Miguel Ángel López \| Astana \| + 1m36s \| \| \| 5. \| Steven Kruijswijk \| LottoNL-Jumbo \| + 1m48s \| \| \| 6. \| Nairo Quintana \| Movistar Team \| + 2m11s \| \| \| 7. \| Ion Izagirre \| Bahrain-Merida \| + 4m09s \| \| \| 8. \| Rigoberto Urán \| EF Education First-Drapac \| + 4m36s \| \| \| 9. \| Thibaut Pinot \| Groupama-FDJ \| + 5m31s \| \| \| 10. \| Tony Gallopin \| AG2R La Mondiale \| + 6m05s \| \| |                    |                           |           |
| |                    |                           |           |
| Fonte: ProCyclingStats |                    |                           |           |
| Classificação geral |                    |                           |           |
| Ciclista | Ciclista           | Equipe                    | Tempo     |
| 1. | Simon Yates        | Mitchelton-Scott          | 69h05m34s |
| 2. | Alejandro Valverde | Movistar Team             | + 25s     |
| 3. | Enric Mas          | Quick-Step Floors         | + 1m22s   |
| 4. | Miguel Ángel López | Astana                    | + 1m36s   |
| 5. | Steven Kruijswijk  | LottoNL-Jumbo             | + 1m48s   |
| 6. | Nairo Quintana     | Movistar Team             | + 2m11s   |
| 7. | Ion Izagirre       | Bahrain-Merida            | + 4m09s   |
| 8. | Rigoberto Urán     | EF Education First-Drapac | + 4m36s   |
| 9. | Thibaut Pinot      | Groupama-FDJ              | + 5m31s   |
| 10. | Tony Gallopin      | AG2R La Mondiale          | + 6m05s   |

### Classificação por pontos
| Classificação por pontos | Classificação por pontos | Classificação por pontos | Classificação por pontos | Classificação por pontos |
| Ciclista                 | Ciclista                 | Equipe                   | Pontos                   |                          |
| ------------------------ | ------------------------ | ------------------------ | ------------------------ | ------------------------ |
| 1.                       | Alejandro Valverde       | Movistar Team            | 117 pts                  |                          |
| 2.                       | Dylan Teuns              | BMC Racing Team          | 93 pts                   |                          |
| 3.                       | Peter Sagan              | Bora-Hansgrohe           | 83 pts                   |                          |
| 4.                       | Miguel Ángel López       | Astana                   | 71 pts                   |                          |
| 5.                       | Benjamin King            | Dimension Data           | 69 pts                   |                          |
| 6.                       | Simon Yates              | Mitchelton-Scott         | 68 pts                   |                          |
| 7.                       | Elia Viviani             | Quick-Step Floors        | 66 pts                   |                          |
| 8.                       | Michał Kwiatkowski       | Team Sky                 | 66 pts                   |                          |
| 9.                       | Alessandro De Marchi     | BMC Racing Team          | 63 pts                   |                          |
| 10.                      | Thibaut Pinot            | Groupama-FDJ             | 56 pts                   |                          |

### Classificação da montanha
| Classificação da montanha | Classificação da montanha | Classificação da montanha  | Classificação da montanha | Classificação da montanha |
| Ciclista                  | Ciclista                  | Equipe                     | Pontos                    |                           |
| ------------------------- | ------------------------- | -------------------------- | ------------------------- | ------------------------- |
| 1.                        | Thomas De Gendt           | Lotto-Soudal               | 74 pts                    |                           |
| 2.                        | Luis Ángel Maté           | Cofidis, Solutions Crédits | 64 pts                    |                           |
| 3.                        | Bauke Mollema             | Trek-Segafredo             | 60 pts                    |                           |
| 4.                        | Benjamin King             | Dimension Data             | 56 pts                    |                           |
| 5.                        | Pierre Rolland            | EF Education First-Drapac  | 31 pts                    |                           |
| 6.                        | Miguel Ángel López        | Astana                     | 25 pts                    |                           |
| 7.                        | Thibaut Pinot             | Groupama-FDJ               | 22 pts                    |                           |
| 8.                        | Simon Yates               | Mitchelton-Scott           | 22 pts                    |                           |
| 9.                        | Michael Woods             | EF Education First-Drapac  | 20 pts                    |                           |
| 10.                       | Michał Kwiatkowski        | Team Sky                   | 17 pts                    |                           |

### Classificação da combinada
| Classificação de combinados | Classificação de combinados | Classificação de combinados | Classificação de combinados | Classificação de combinados |
| Ciclista                    | Ciclista                    | Equipe                      | Pontos                      |                             |
| --------------------------- | --------------------------- | --------------------------- | --------------------------- | --------------------------- |
| 1.                          | Alejandro Valverde          | Movistar Team               | 14 pts                      |                             |
| 2.                          | Miguel Ángel López          | Astana                      | 14 pts                      |                             |
| 3.                          | Simon Yates                 | Mitchelton-Scott            | 15 pts                      |                             |
| 4.                          | Thibaut Pinot               | Groupama-FDJ                | 26 pts                      |                             |
| 5.                          | Benjamin King               | Dimension Data              | 36 pts                      |                             |
| 6.                          | Steven Kruijswijk           | LottoNL-Jumbo               | 39 pts                      |                             |
| 7.                          | Rafał Majka                 | Bora-Hansgrohe              | 45 pts                      |                             |
| 8.                          | Dylan Teuns                 | BMC Racing Team             | 45 pts                      |                             |
| 9.                          | Nairo Quintana              | Movistar Team               | 47 pts                      |                             |
| 10.                         | Michał Kwiatkowski          | Team Sky                    | 51 pts                      |                             |

### Classificação por equipas
| Classificação por equipes | Classificação por equipes                | Classificação por equipes | Classificação por equipes |
| Equipe                    | Equipe                                   | Tempo                     |                           |
| ------------------------- | ---------------------------------------- | ------------------------- | ------------------------- |
| 1.                        | Movistar Team                            | 207h31m18s                |                           |
| 2.                        | Bahrain-Merida                           | + 2m19s                   |                           |
| 3.                        | Bora-Hansgrohe                           | + 28m24s                  |                           |
| 4.                        | Sky                                      | + 32m58s                  |                           |
| 5.                        | AG2R La Mondiale                         | + 42m33s                  |                           |
| 6.                        | EF Education First-Drapac p/b Cannondale | + 43m48s                  |                           |
| 7.                        | Dimension Data                           | + 46m48s                  |                           |
| 8.                        | Lotto NL-Jumbo                           | + 1h00m39s                |                           |
| 9.                        | Mitchelton-Scott                         | + 1h01m16s                |                           |
| 10.                       | Astana                                   | + 1h04m01s                |                           |

## Abandonos
- Rohan Dennis, não tomou a saída.[2]
- Mark Padun, abandonou durante o transcurso da etapa.[2]
- Jordi Simón, abandono durante a etapa devido a uma queda com fractura de húmero.[2]